# Neofunkcjonalizm (politologia)
Neofunkcjonalizm – teoria wyjaśniająca proces integracji europejskiej poprzez świadome delegowanie kompetencji państw narodowych na poziom eksperckich, funkcjonalnie nastawionych instytucji ponadnarodowych, które w założeniu mają odpowiadać na potrzeby danej sytuacji lepiej niż państwa delegujące. Podejście neofunkcjonalistyczne łączy założenia teorii funkcjonalistycznej i federacjonistycznej, gdyż delegacja kompetencji korzystając z mechanizmu spill-over ma ostatecznie za zadanie stworzyć wyższy poziom państwowości.. Teoria powstała w połowie lat 50. XX wieku za sprawą J. Aleksandra.

## Źródła neofunkcjonalizmu
- Jak sugeruje sama nazwa, kierunek wywodzi się z funkcjonalizmu, którego głównym reprezentantem był David Mitrany.
- Stanowi nawiązanie do koncepcji i aparatury pojęciowej amerykańskiej politologii.

## Założenia teorii
Neofunkcjonalizm nawiązując do liberalnej myśli politycznej kładł nacisk na konieczność pogodzenia interesów i konfliktów grupowych z ideą wspólnego dobra systemu jako całości. Neofunkcjonaliści utożsamiali państwo z instytucją rządu, elitami politycznymi. Sposobem pomagającym osiągnąć porozumienie pomiędzy rywalizującymi elitami politycznymi jest zgodne myślenie co do procedur utrzymania porządku społecznego oraz technik rozstrzygania sporów. Haas uważał, że społeczeństwo ma charakter heterogeniczny, a podstawę stabilności systemu stanowi umiejętne rozstrzyganie konfliktów. Twierdził, że współczesne państwo funkcjonuje przypominając olbrzymią machinę biurokratyczną, w której kontakty społeczne są powierzchownie sformalizowane. Istotę koncepcji neofunkcjonalistycznej głosi teza, że proces integracji społecznej jest rezultatem interakcji sił politycznych, grup nacisku, instytucji międzynarodowych. Zdaniem Haasa grupy nacisku odgrywają ważniejszą rolę w procesie integracji niż partie polityczne. Szczególnie elity reprezentujące stan gospodarki stanowią dynamiczną siłę rozwoju w państwach pluralistycznych.
Istnieje także możliwość współpracy w innych dziedzinach życia jak polityka społeczna, edukacja, ale właśnie sektor gospodarki stanowi główny ośrodek aktywności.
Integracja w podejściu neofunkcjonalistycznym jest powiązana z pojawieniem się wspólnoty politycznej, której instytucje posiadają prawodawstwo nadrzędne wobec państw narodowych. Istotne w neofunkcjonalizmie jest to, że zwraca on uwagę na znaczenie psychologicznego aspektu zachowania się elit w procesie integracyjnym zakończonym powstaniem nowego systemu politycznego. Neofunkcjonalizm nie wypowiada się jednoznacznie co do powstałej struktury, zwracając uwagę na sam proces, uznając kwestię instytucji za otwartą.
Istotną cechą charakteryzującą neofunkcjonalizm jest także problem podejmowania decyzji. Haas wyróżnia trzy sposoby podejmowania decyzji; każdy z nich będąc wskaźnikiem zaawansowania tworzenia się wspólnoty politycznej jest zarazem momentem przejścia do etapu następnego:
- technika znajdywania najmniejszego wspólnego mianownika,
- technika określenia różnicy,
- technika poszukiwania obszaru wspólnego interesu.

Neofunkcjonalizm miał ogromny wpływ na opis i wyjaśnienie procesu integracji europejskiej, zwłaszcza od momentu powstania Europejskiej Wspólnoty Gospodarczej. Potwierdzeniem teorii neofunkcjonalizmu była działalność Komisji w sferze propozycji z 1960 r. dotyczących ustanowienia wspólnych taryf celnych wobec krajów EFTA. Powstanie Wspólnej Polityki Rolnej wydawało się kolejnym sukcesem metody neofunkcjonalistycznej. Polityka ta była rozszerzeniem unii celnej na sektor rolnictwa, oznaczając usunięcie barier w handlu artykułami rolniczymi pomiędzy państwami ówczesnej “Szóstki” i ustanowienie wspólnego systemu kontyngentów i stabilności cen.

## Krytyka neofunkcjonalizmu
- Neofunkcjonalizm, przeceniając znaczenie elit i grup interesu, nie docenił roli rządów narodowych w procesie podejmowania decyzji.
- Teoria konfliktu występująca w neofunkcjonalizmie wykorzystuje w dużym stopniu założenia amerykańskiej politologii, dlatego nie wiadomo czy można ją wprost przenosić do powojennej Europy.
- Centralne instytucje wspólnotowe, jak np. Komisja, nie są w stanie dostatecznie szybko i zdecydowanie zareagować na pojawiające się problemy wymagające natychmiastowych interwencji i rozstrzygnięć.